# Arboretum

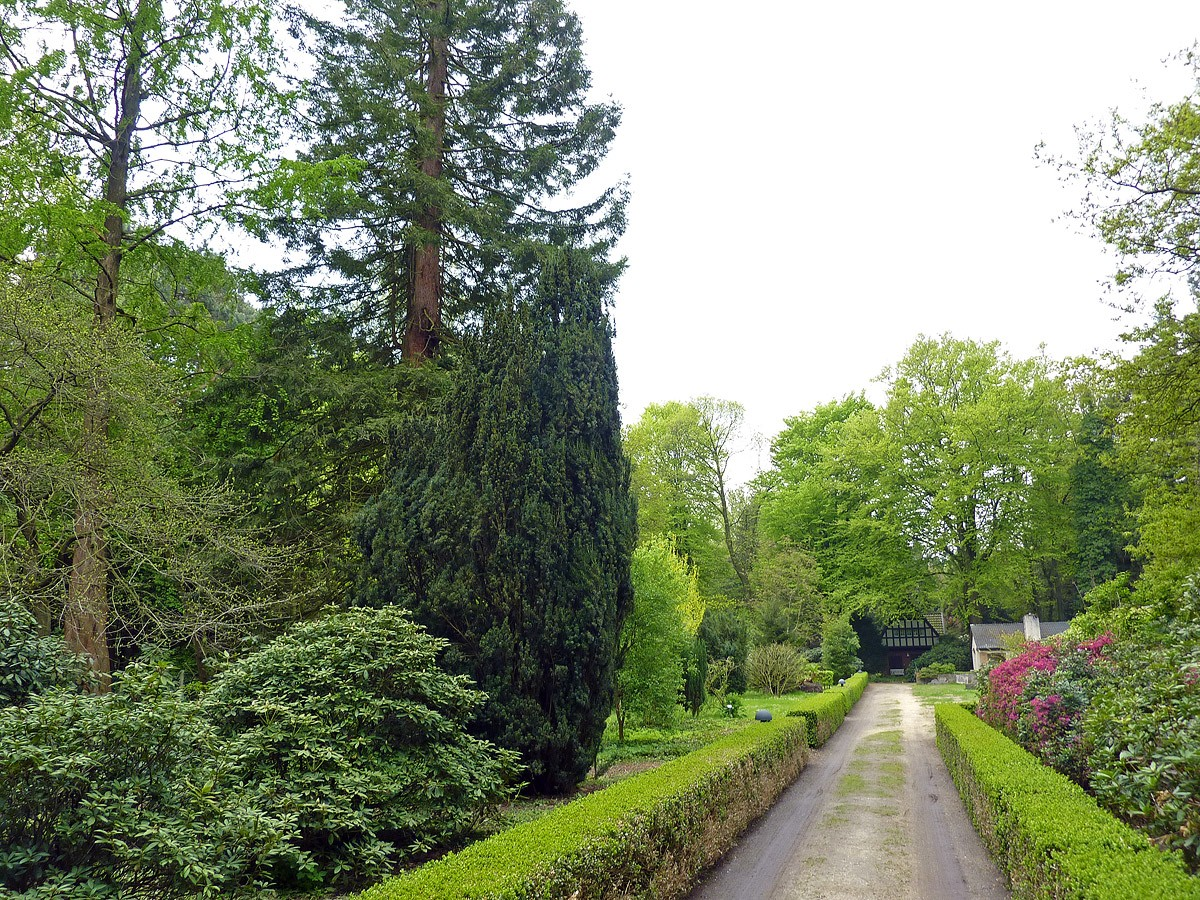
Eingangsbereich des Arboretums Sequoiafarm Kaldenkirchen

Ein Arboretum (lat. Nebenform zu arbustum hier speziell im Sinne von ‚Baumpflanzung‘; von arbor ‚Baum‘) ist eine Sammlung (nicht in Pflanzgefäßen wachsender) verschiedenartiger, oft auch exotischer Gehölze; dies kann beispielsweise ein botanischer Garten sein, in dem hauptsächlich Bäume und Sträucher angepflanzt werden. Man spricht von einem Fruticetum, wenn nur Sträucher angepflanzt werden. Werden in einem Arboretum nur Nadelgehölze angepflanzt, nennt man es Pinetum. In russischsprachigen Gebieten wird statt „Arboretum“ der Begriff Dendrarium (von altgriechisch δένδρον déndron, deutsch ‚Baum‘) verwendet. Eine Orangerie beherbergt im Winter frostempfindliche Baumarten, die in Gefäßen gepflanzt werden, um transportabel zu sein.
Der Begriff wurde zum ersten Mal von John Claudius Loudon im Jahr 1838 in einem Buch über Bäume verwendet.

## Beispielhafte Arboreten
Arboreten in Deutschland:

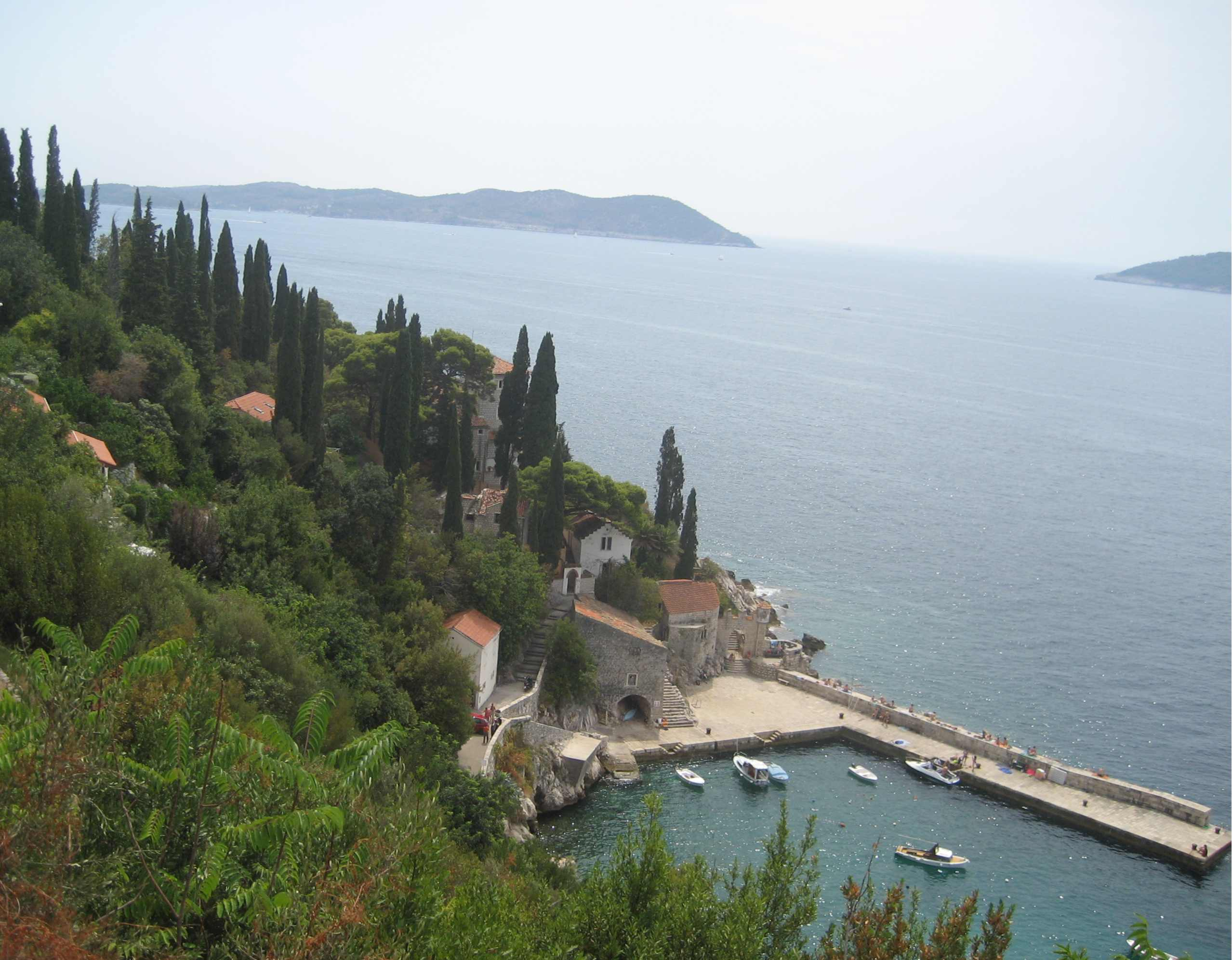
Arboretum Trsteno

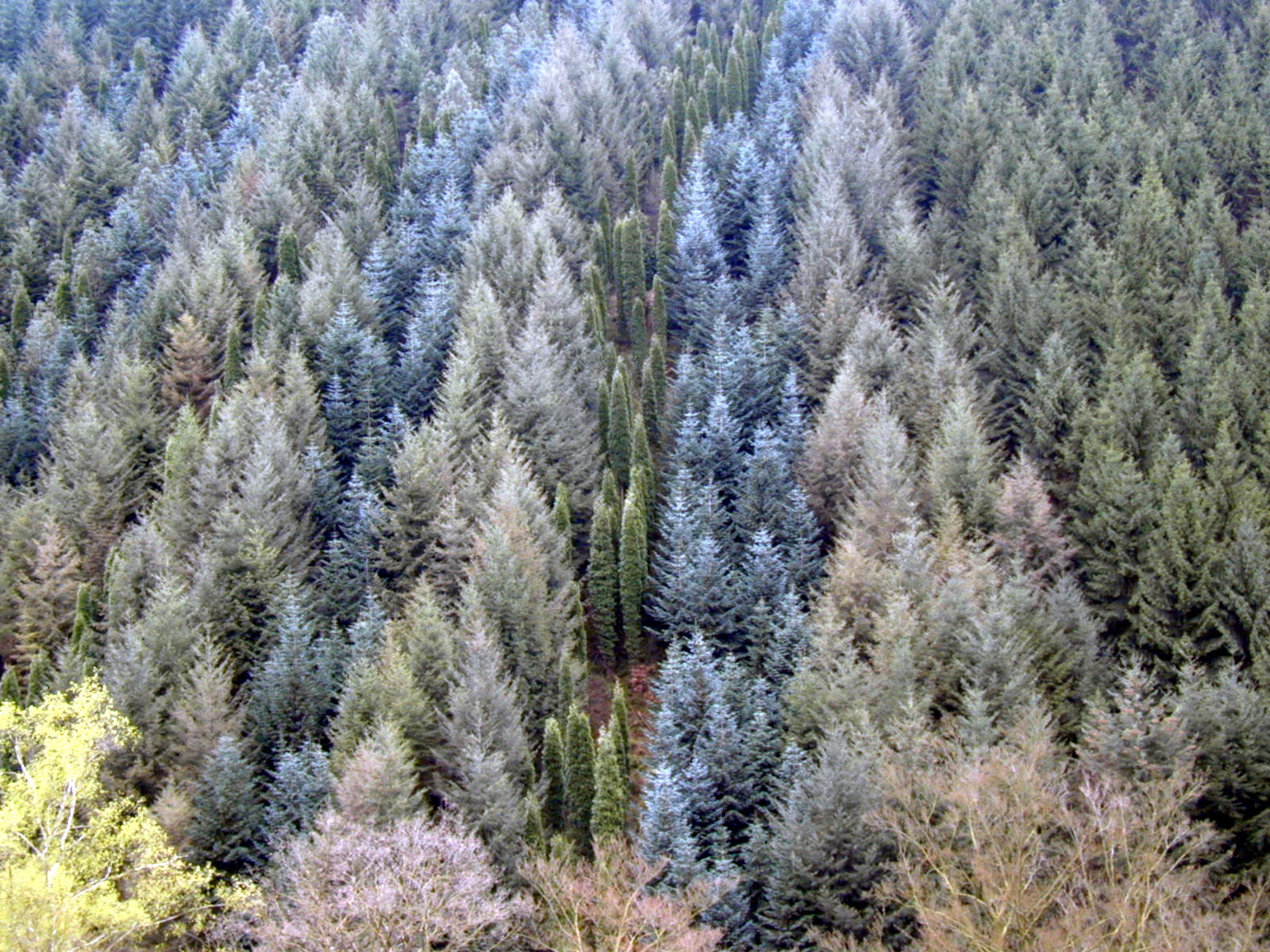
Arboretum Burgholz

Das heute flächenmäßig größte, forstwissenschaftlich betriebene Arboretum Deutschlands befindet sich im Staatsforst Burgholz auf dem Stadtgebiet von Wuppertal. Dort werden auf etwa 250 Hektar Gehölze aus drei Kontinenten auf ihre Umweltverträglichkeit und ihr Wachstumsverhalten in der mitteleuropäischen Klimazone untersucht.
Eine kleinere Sammlung ist im Arboretum Neuss zu finden. Eine größere Sammlung (ca. 70 verschiedene Baumarten) beherbergt das Arboretum im Stadtpark Uerdingen in Krefeld. Im Ruhrgebiet liegt im Süden der Dortmunder Innenstadt der Rombergpark, ein alter Botanischer Garten und Landschaftspark.
In Bad Grund am Rande des Harzes betreibt das Land Niedersachsen seit 1975 auf rund 100 Hektar eine Versuchsanlage mit etwa 600 herkunftsgesicherten Gehölzarten, um ihre Wachstumseigenschaften zu beobachten. Der WeltWald Harz (ehemals Arboretum Bad Grund) gehört zum Hoheitsbereich des Forstamtes Riefensbeek. Das Arboretum ist öffentlich zugänglich und insbesondere im Herbst durch die intensive Laubfärbung eine Touristenattraktion.
In Ellerhoop im Landkreis Pinneberg befindet sich ein Arboretum mit über 4000 Baum- und Pflanzenarten auf 17,3 Hektar.
Der Bergpark Wilhelmshöhe bei Kassel beherbergt eine umfangreiche Sammlung von Bäumen und Sträuchern, die insbesondere auf das späte 18. Jahrhundert zurückgeht, als der Bergpark nach dem Vorbild des Englischen Landschaftsparks umgestaltet wurde. 1777 wurden bereits 329 Arten gezählt, davon 128 aus Nordamerika.
Das Arboretum Main-Taunus stellt eine Besonderheit dar: Auf rund 76ha eines ehemaligen Flugplatzes südlich von Schwalbach im Taunus wurden nicht Einzelbäume bzws. Baumarten angepflanzt, sondern insgesamt 36 Waldgesellschaften der nördlichen Hemisphäre mit ihren typischen Gehölzen (Bäume & Sträucher). Es wird von HessenForst Forstamt Königstein betreut.
Von der Idee her dem Arboretum Main-Taunus ähnlich ist der Länderwaldpark Silvaticum in Bad Meinberg (Teutoburger Wald). Er kann als Vorläufer gesehen werden, denn er wurde bereits Ende der 1950er Jahre angelegt.
Ein bedeutendes, an raren, auch ausländischen Bäumen reiches – heute untergegangenes – Arboretum zu Studienzwecken schuf bald darauf in Deutschland Eduard Petzold als Parkdirektor des Prinzen Wilhelm Friedrich Karl von Oranien-Nassau in Muskau (vgl. seine Schrift Arboretum Muscaviense).
Arboreten im Ausland:
Als ältestes Arboretum der Welt gilt das Arboretum von Trsteno in der Nähe der Stadt Dubrovnik in Kroatien, das seit 1492 bestehen soll.
Ein aus der Zeit Österreich-Ungarns stammendes Arboretum befindet sich in Arco im heute italienischen Trentino. Das nordpolnische Arboretum Wirty wurde 1875 begründet und ging aus dem westpreußischen Königlichen Forst Wirthy hervor. Ebenfalls seit dem Ende des 19. Jahrhunderts besteht das Dendrarium in Sotschi (Russland) mit einem Bestand von rund 1600 subtropischen Gewächsen.
Im Park des Castello di Sammezzano in Reggello der Toskana ließ Ferdinando Panciatichi Ximenes d’Aragona im 19. Jahrhundert auf 65 Hektar mindestens 147 Baumarten anpflanzen. Heute beinhaltet der Park alleine 57 Mammutbäume mit über 35 Metern Höhe.
Im französischen Teil der Schweiz befindet sich in Aubonne das erste Arboretum der Schweiz, das 1963 gegründet wurde. Das Arboretum ist ganzjährig öffentlich zugänglich. Seit 2002 befindet sich hier auch die Schweizerische Bibliothek für Dendrologie.